# Call of the Wild (álbum)
Call of the Wild es el sexto álbum de estudio de la banda estadounidense de hard rock Ted Nugent and The Amboy Dukes, publicado en febrero de 1974 por DiscReet Records. Se trata del segundo disco acreditado a Ted Nugent and The Amboy Dukes, luego del álbum en vivo Survival of the Fittest Live de 1971. Los primeros cuatro álbumes de la banda fueron acreditados simplemente a The Amboy Dukes.

## Lista de canciones
Todas escritas por Ted Nugent, excepto donde se indique:
1. "Call of the Wild" – 4:51
2. "Sweet Revenge" – 4:06
3. "Pony Express" – 5:21
4. "Ain't It the Truth"  (Rob Grange, Ted Nugent) – 4:57
5. "Renegade" (Rob Grange) – 3:33
6. "Rot Gut"  (Rob Grange, Ted Nugent, Gabriel Magno, Vic Mastrianni) – 2:45
7. "Below the Belt" – 7:03
8. "Cannon Balls" – 5:43

## Créditos
- Andy Jezowski - voz
- Ted Nugent - guitarra, voz, percusión
- Gabriel Magno - teclados, flauta
- Rob Grange - bajo, voz
- Vic Mastrianni - batería, voz